# Jufureh
Jufureh  este un oraș  în  diviziunea North Bank, Gambia, situat pe malul nordic al fluviului Gambia. În oraș se găsesc un muzeu și Fortul Jillifree.